# Западноевропейский союз
Западноевропе́йский сою́з (ЗЕС) (англ. Western European Union, WEU; фр. Union de l'Europe occidentale, UEO; нем. Westeuropäische Union, WEU) — организация, существовавшая в 1954—2011 годах для сотрудничества в сфере обороны и безопасности. Первая попытка в истории создать единые вооружённые силы Европы. Включала в свой состав 28 стран с четырьмя различными статусами: страны-члены, ассоциированные члены, наблюдатели и ассоциированные партнёры. Все государства Европейского союза в его границах до расширения 2004 года имели статус стран-членов, кроме Австрии, Дании, Финляндии, Ирландии и Швеции, относящихся к наблюдателям. Ассоциированные члены — Исландия, Норвегия, Польша, Турция, Венгрия и Чехия; ассоциированные партнёры — Болгария, Эстония, Латвия, Литва, Румыния, Словакия, а также Словения.
Амстердамский договор 1997 года сделал Западноевропейский союз «неотъемлемой частью развития Союза», предоставив ему оперативные полномочия в сфере обороны. Западноевропейский союз сыграл ключевую роль в выполнении первых Петерсбергских заданий на Балканах. Тем не менее, он всё больше уступал свои функции подразделениям ЕС, развивавшимся в рамках совместной внешней политики безопасности. В ноябре 2000 года Совет министров безопасности Западноевропейского союза одобрил решение о постепенном реформировании этой организации и передаче её полномочий соответствующим структурам и агентствам ЕС. 1 января 2002 года в Европейский союз вошли такие учреждения Западноевропейского союза, как Институт безопасности и спутниковый центр Европейского союза. Главная функция, остававшаяся у Западноевропейского союза — коллективная безопасность.

## История союза
17 марта 1948 года пять западноевропейских государств — Бельгия, Великобритания, Люксембург, Нидерланды и Франция заключили так называемый Брюссельский пакт. Первые три статьи Договора были посвящены соответственно экономическому, социальному и культурному сотрудничеству, но именно создание «коллективной самообороны» против возможного агрессора (в первую очередь СССР) стала сущностью этого документа. Согласно Пакту страны-участницы обязались, что в случае, если одна или несколько из них становится объектом вооружённого нападения или агрессии, остальные (опираясь на п. 51 Устава ООН, который разрешает коллективную самооборону) «предоставят военную поддержку атакованной Стороне и другую помощь, а также окажут содействие её усилиям».
Основными декларируемыми причинами подписания Брюссельского пакта были:
- страх перед советской военной угрозой — опасения агрессии со стороны СССР и его союзников из числа стран Центральной и Юго-Восточной Европы;
- недопущение возрождения германского милитаризма и новых попыток развязывания войны со стороны Германии.

Брюссельский пакт, по сути, предвосхитил создание НАТО, появление которого в 1949 году несколько девальвировало значение Брюссельского пакта для обеспечения коллективной обороны пяти подписавших его стран. Первоначальный текст Пакта не содержал каких-либо положений об организационном механизме реализации положений Договора. Функции так называемой Организации Брюссельского договора (или Западноевропейского союза) перешли к НАТО. После неудачной попытки создания Европейского оборонительного сообщества было заключено Парижское соглашение от 24 октября 1954 года, которое внесло изменения в Пакт относительно создания специальной структуры на его основе — Западноевропейского союза. Вместе с подписанием Парижского соглашения к Брюссельскому договору присоединились Западная Германия и Италия.
В годы холодной войны деятельность Североатлантического Альянса полностью заместила деятельность Западноевропейского союза. Однако это не означало конец его существования. Первые шаги к «реставрации» организации были предприняты в середине 1980-х годов, но подлинное возвращение к активной деятельности Западноевропейского союза произошло только после подписания Маастрихтского договора о Европейском союзе 1992 году. В 1996 году организация стала выполнять оперативные функции в сфере обороны.
Но в течение 2000-х годов влияние Западноевропейского союза на обеспечение безопасности ЕС последовательно снижалось. Большинство его функций перешло к институтам ЕС на основании Лиссабонского договора.
В марте 2010 года было заявлено о планах прекращения деятельности Западноевропейского Союза до 2011 года. Окончательно прекратил работу 30 июня 2011 года.
| Подписан Вступил в силу Документ | 1948 Брюссельский пакт                                          | 1951 1952 Парижский договор                           | 1954 1955 Парижские соглашения                        | 1957 1958 Римские договоры                            | 1965 1967 Договор слияния                             | 1975 неприменимо Решение Европейского совета | 1986 1987 Единый европейский акт   | 1992 1993 Маастрихтский договор | 1992 1993 Маастрихтский договор | 1997 1999 Амстердамский договор | 2001 2003 Ниццкий договор | 2007 2009 Лиссабонский договор | 2007 2009 Лиссабонский договор |  |  |  |  |  |  |  |  |
|                                  |                                                                 |                                                       |                                                       |                                                       |                                                       |                                              |                                    |                                 |                                 |                                 |                           |                                |                                |  |  |  |  |  |  |  |  |
| Три опоры Европейского союза:    |                                                                 |                                                       |                                                       |                                                       |                                                       |                                              |                                    |                                 |                                 |                                 |                           |                                |                                |  |  |  |  |  |  |  |  |
| Европейские сообщества:          |                                                                 |                                                       |                                                       |                                                       |                                                       |                                              |                                    |                                 |                                 |                                 |                           |                                |                                |  |  |  |  |  |  |  |  |
|                                  | Европейское сообщество по атомной энергии (Евратом)             |                                                       |                                                       |                                                       |                                                       |                                              |                                    |                                 |                                 |                                 |                           |                                |                                |  |  |  |  |  |  |  |  |
|                                  |                                                                 |                                                       | Европейское объединение угля и стали (ЕОУС)           | Европейское объединение угля и стали (ЕОУС)           | Европейское объединение угля и стали (ЕОУС)           | Срок действия истёк в 2002-м                 | Срок действия истёк в 2002-м       | Срок действия истёк в 2002-м    |                                 | Европейский союз (ЕС)           | Европейский союз (ЕС)     |                                |                                |  |  |  |  |  |  |  |  |
|                                  |                                                                 |                                                       | Европейское экономическое сообщество (ЕЭС)            | Европейское экономическое сообщество (ЕЭС)            | Европейское экономическое сообщество (ЕЭС)            |                                              |                                    | Европейское сообщество (ЕС)     | Европейское сообщество (ЕС)     | Европейский союз (ЕС)           | Европейский союз (ЕС)     |                                |                                |  |  |  |  |  |  |  |  |
|                                  |                                                                 | TREVI                                                 | TREVI                                                 | Правосудие и внутренние дела (ПВД)                    |                                                       |                                              |                                    | Европейское сообщество (ЕС)     | Европейское сообщество (ЕС)     | Европейский союз (ЕС)           | Европейский союз (ЕС)     |                                |                                |  |  |  |  |  |  |  |  |
|                                  | Полицейское и судебное сотрудничество по уголовным делам (ПССУ) | TREVI                                                 | TREVI                                                 | Правосудие и внутренние дела (ПВД)                    |                                                       |                                              |                                    |                                 |                                 | Европейский союз (ЕС)           | Европейский союз (ЕС)     |                                |                                |  |  |  |  |  |  |  |  |
|                                  | Европейское политическое сотрудничество (ЕПС)                   | Общая внешняя политика и политика безопасности (ОВПБ) | Общая внешняя политика и политика безопасности (ОВПБ) | Общая внешняя политика и политика безопасности (ОВПБ) | Общая внешняя политика и политика безопасности (ОВПБ) |                                              |                                    |                                 |                                 | Европейский союз (ЕС)           | Европейский союз (ЕС)     |                                |                                |  |  |  |  |  |  |  |  |
| Западный союз (ЗС)               | Западный союз (ЗС)                                              | Западноевропейский союз (ЗЕС)                         | Западноевропейский союз (ЗЕС)                         | Западноевропейский союз (ЗЕС)                         | Западноевропейский союз (ЗЕС)                         | Западноевропейский союз (ЗЕС)                |                                    |                                 |                                 |                                 | Европейский союз (ЕС)     |                                |                                |  |  |  |  |  |  |  |  |
| Западный союз (ЗС)               | Западный союз (ЗС)                                              | Западноевропейский союз (ЗЕС)                         | Западноевропейский союз (ЗЕС)                         | Западноевропейский союз (ЗЕС)                         | Западноевропейский союз (ЗЕС)                         | Западноевропейский союз (ЗЕС)                | Прекращение деятельности к 2011-му |                                 |                                 |                                 |                           |                                |                                |  |  |  |  |  |  |  |  |
|                                  |                                                                 |                                                       |                                                       |                                                       |                                                       |                                              |                                    |                                 |                                 |                                 | п о р                     |                                |                                |  |  |  |  |  |  |  |  |